# Thoosa
Thoosa is een geslacht van sponsdieren uit de klasse van de Demospongiae (gewone sponzen). 

## Soorten
- Thoosa amphiasterina Topsent, 1920
- Thoosa armata Topsent, 1888
- Thoosa bulbosa Hancock, 1849
- Thoosa cactoides Hancock, 1849
- Thoosa calpulli Carballo, Cruz-Barraza & Gomez, 2004
- Thoosa fischeri Topsent, 1891
- Thoosa laeviaster Annandale, 1915
- Thoosa midwayi Azzini, Calcinai, Iwasaki & Bavestrello, 2007
- Thoosa mismalolli Carballo, Cruz-Barraza & Gomez, 2004
- Thoosa mollis Volz, 1939
- Thoosa purpurea Cruz-Barraza, Carballo, Bautista-Guerrero & Nava, 2011
- Thoosa radiata Topsent, 1887
- Thoosa socialis Carter, 1880
- Thoosa tortonesei Sarà, 1958